# アイとサムの街
『アイとサムの街』（アイとサムのまち）は、角野栄子による日本の児童文学（小説）作品。また、同作を原作に製作された日本のテレビドラマの題名。

## 作品概要
- 1989年10月にポプラ社より『心にのこる文学』シリーズの通算1巻目としてハードカバー本の形式で発売された作品。挿絵画家は牧野鈴子。ISBN 4591033414
- その後『魔女の宅急便』と同じ角野栄子作品という事で注目を集め、1991年にテレビドラマ化（後述）される。
- 1980年代後半を舞台とした小説なので、表記方法には時代を感じさせる部分があるが、その点を理解すれば現代でも十分に通じる内容を持ちうる。物語内容としてはライト風味のサスペンスものに近い。一種の角野版少年探偵団的雰囲気を持つ作品である。
- ドラマ版では、そこからさらにタイムスリップものの要素が加わっている。

## あらすじ
アイとミイは萩寺町に住む双子の姉妹。母親は幼い頃に死別し、父親は仕事の関係でドイツにいるため、叔母である漫画家のソラさんと一緒に暮らしている。
ある日、おてんばなアイは入りびたり先の廃品回収屋（今で言うリサイクルショップ）のカメさんの元で廃品を寄せ集め、各種ギミックを搭載させた自作の折り畳み自転車「ねこちゃん」を作り上げる。アイはそれを使い、無理矢理ついてきたミイを連れ立って以前からやってみたかった真夜中の散歩に乗り出す。しかし2人はその途中、動物園の近くで怪しい光を見る。
その場は怖くなって帰った2人だったが、後でアイはその光の謎を知りたい思いにかられ、再び動物園の近くへと足を進める。そこで彼女は同様に怪しい光に魅せられた、近くのマンションに住む少年オサム（サム）と出会う。
アイとサムは怪しい光の謎を解くため、2人して「真夜中の冒険」に乗り出すことになる。そして2人は謎の果てに、この街の戦後に生きた人々の光と影のドラマを見る事になる。

## テレビドラマ
1991年7月22日から同年8月30日まで、TBS系列昼ドラマ枠「花王 愛の劇場」にて『夏休み特別企画』と題されて製作・放映。全30話。製作は『夏色の天使』など過去にも「花王愛の劇場」を手掛けていた泉放送制作とTBS。
同時ネット局では、本来の昼ドラマ対象者である主婦層ではなく、夏休みで家にいる小学生の子どもたちを対象として放送された。

### キャスト
- 森山アイ - 上田尚美
- 森山ミイ - 上田和美
- オサム - 井上大輔(同姓同名の作曲家、芸人とは別人)
- 伊藤かずえ
- 谷啓
- 古尾谷雅人
- 布川敏和
- 河相我聞
- 岸部シロー

### 主題歌
- おとこのこ

作詞：角野栄子／作曲・編曲：福田裕彦／歌：宍戸留美